# Naturpark Nossentiner/Schwinzer Heide
Der Naturpark Nossentiner/Schwinzer Heide liegt im westlichen Raum der Mecklenburgischen Seenplatte in den Landkreisen Mecklenburgische Seenplatte, Rostock und Ludwigslust-Parchim in Mecklenburg-Vorpommern und zwischen den Städten Plau am See, Goldberg, Krakow am See und Malchow.

## Geschichte
Initiativen von Naturschützern führten im Januar 1990 dazu, ein geplantes Großschutzgebiet im Raum des Krakower Sees in das Nationalparkprogramm der DDR-Regierung vom 16. März 1990 aufzunehmen. Die Bezirksverwaltungsbehörde Schwerin erarbeitete die Planungsunterlagen für das Gebiet zusammen mit dem Bezirk Neubrandenburg und Landkreisen Lübz, Güstrow und Waren. Es wurde am 24. September 1990 durch die Regierungsbevollmächtigten Martin Brick und Dr. Georg Diederich festgesetzt. In der Folgezeit wurde diese Entscheidung juristisch als einstweilige Sicherung anerkannt und daran gearbeitet, den Naturpark nach neuem Landesrecht endgültig festzusetzen. In diesem Verfahren wurde auf Initiative der drei Landräte das Modell der gemeinsamen Trägerschaft zwischen dem Land Mecklenburg-Vorpommern und den Landkreisen Lübz, Güstrow und Waren, später Parchim, Güstrow und Müritz, entwickelt, das im heutigen Naturschutzgesetz für alle Naturparke in Mecklenburg-Vorpommern Anwendung findet. Die endgültige Festsetzung des Naturparks Nossentiner/Schwinzer Heide erfolgte am 14. Juli 1994 und war die erste im neuen Land Mecklenburg-Vorpommern. Details der Zusammenarbeit zwischen dem Land und den Landkreisen wurden in einer Verwaltungsvereinbarung geregelt, die am 7. Februar 1995 von den Vertragspartnern unterzeichnet wurde und im Wesentlichen heute noch gilt. Leiter des Naturparks wurde der schon am Aufbau beteiligte Wolfgang Mewes.

## Naturpark und Umwelt

### Überblick

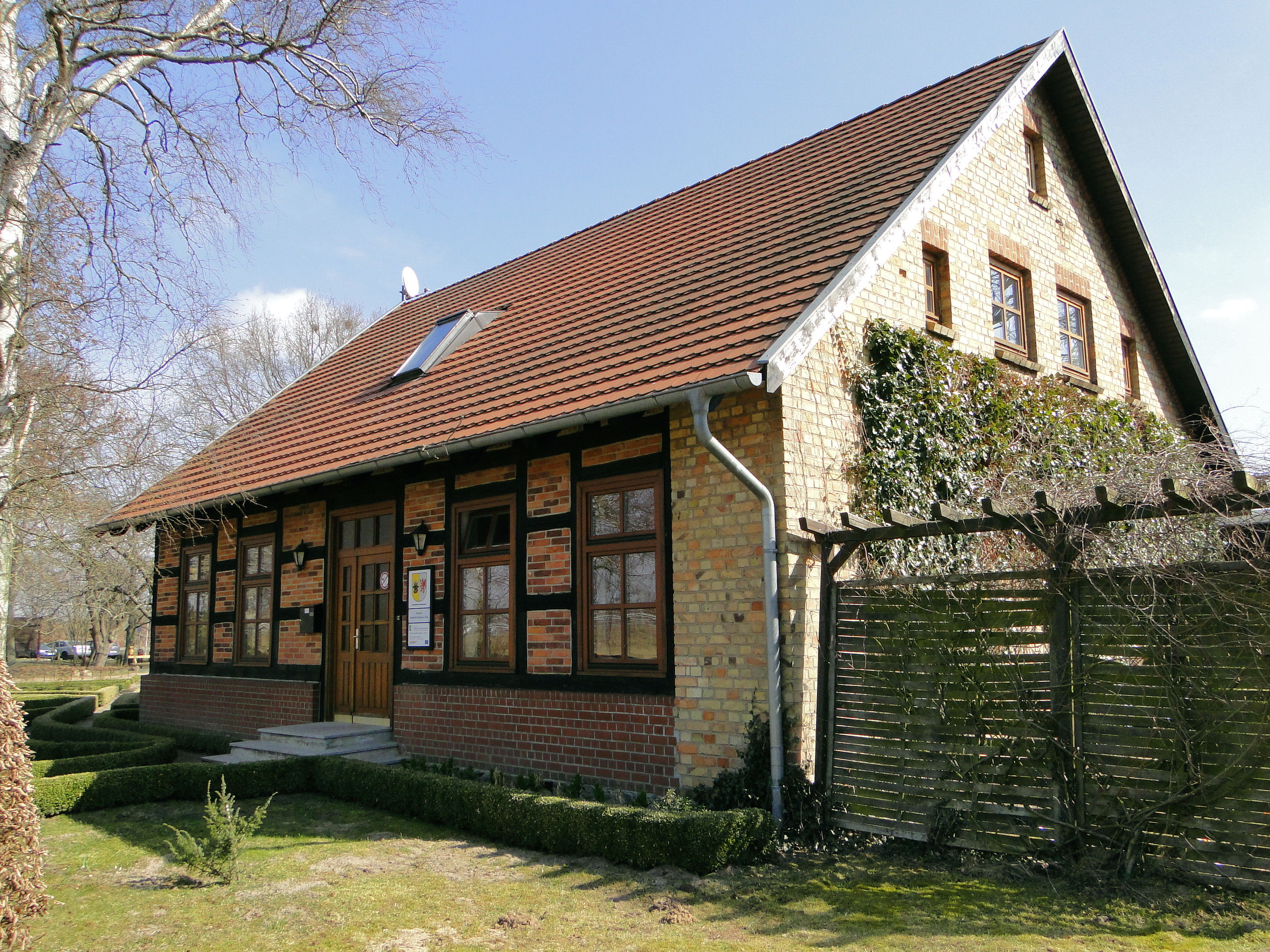
Naturparkverwaltung in Karow (2011)

Die Gesamtfläche des Naturparks beträgt 355 km². 56 Prozent dieser Fläche sind mit Wald bedeckt, 13 Prozent sind Seen und Flüsse, 13 Prozent Grünland, 12 Prozent Äcker, 4 Prozent Moore und Heiden, die Restfläche ist Kulturlandschaft. Insgesamt gibt es im Naturpark 60 Seen, die Flüsse Nebel und die Mildenitz entspringen hier.
Besonderes Merkmal des Naturparks sind die Sander, übriggebliebene Sand- und Kiesablagerungen aus der Eiszeit. Auch zahlreiche Moore prägen die Landschaft.
Der Naturpark ist gut über die A 19, Anschlussstelle Malchow zu erreichen. In der Nähe des Naturparks liegt auch das Kloster Dobbertin. Der Naturpark grenzt im Norden an den Naturpark Mecklenburgische Schweiz und Kummerower See und im Nordwesten an den Naturpark Sternberger Seenland.
Die Arbeit des Naturparkes wird unterstützt von einem Förderverein und der Stiftung Reepsholt für Naturschutz und umweltgerechte Ressourcennutzung.

### Fauna
Im Naturpark brüten Seeadler, Fischadler, Rohrdommeln und Schwarzspechte. Bisher wurden 154 Brutvogelarten sowie 79 Vogelarten als Durchzügler nachgewiesen. Von besonderer Bedeutung sind das Vorkommen von circa 16 Brutpaaren des Seeadlers und zwei Paaren des Wanderfalken. Von den Säugern sind besonders der Fischotter sowie zehn verschiedene Fledermausarten zu nennen. 42 Libellenarten, Waldameisen, Ameisenjungfern und Nashornkäfer.
Dass auf dem Damerower Werder Wisente gezüchtet werden, leistet einen Beitrag zur Erhaltung dieses in Mitteleuropa einst heimischen und vom Aussterben bedrohten Wildrindes.

### Flora und Sonstiges
Neben den weit verbreiteten Birken, Weiden, Ahornbäumen, Kiefern, Wasserpflanzen, Wildblumen und Gräsern wurden auch über 600 Pilzarten festgestellt. Nennenswert sind ebenfalls die Vorkommen von Bärlappen, Krebsscheren oder dem rundblättrigen Sonnentau.

## Naturschutzgebiete

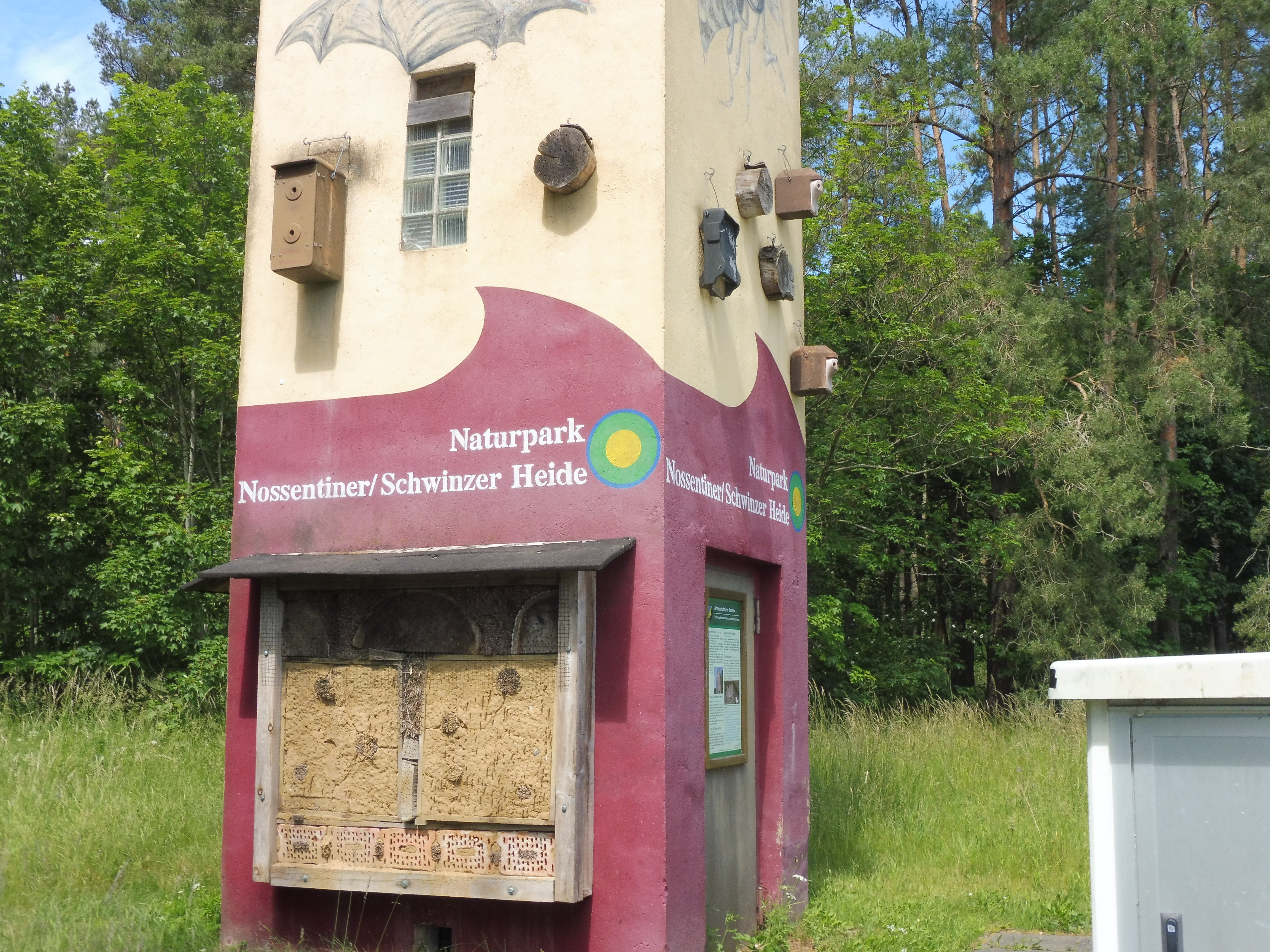
Trafohaus in Bossow mit Insektenhotels und Fassadenbild für den Naturpark (2020)

Im Naturpark liegen die folgenden 15 Naturschutzgebiete mit einem Flächenanteil von 18,9 Prozent (6834 Hektar):
- Brantensee (90 ha)
- Damerower Werder (800 ha)
- Drewitzer See mit Lübowsee und Dreiersee (1472 ha)
- Dünenkiefernwald am Langhagensee (15 ha)
- Großer und Kleiner Serrahn (715 ha)
- Gültzsee (192 ha)
- Jellen (24 ha)
- Kläden (44 ha)
- Klädener Plage und Mildenitz-Durchbruchstal (117 ha)
- Krakower Obersee (1180 ha)
- Nordufer Langhagensee und Kleiner Langhagensee (34 ha)
- Nordufer Plauer See (650 ha)
- Obere Nebelseen (496 ha)
- Paschensee (228 ha)
- Seen- und Bruchlandschaft südlich Alt Gaarz (777 ha)